# 康斯坦丁尼夫卡 (波克羅夫斯克區)
47°52′10″N 37°24′20″E / 47.86944°N 37.40556°E
康斯坦丁尼夫卡（烏克蘭語：Костянтинівка）是位於乌克兰東部的村莊，由顿涅茨克州波克羅夫斯克區的马林卡市镇負責管轄。

## 歷史
在俄乌战争的乌克兰东部战役裡，由於該村座落於兩座要塞（馬林卡與武赫萊達爾）之間，該村成為了俄方的目標之一。可是截至2023年4月初，兩座城市都未被俄方奪下，所以康斯坦丁尼夫卡仍然位於烏方控制的區域裡。
2024年7月24日，俄罗斯军队开始进攻康斯坦丁尼夫卡，在承受一定损失后占据村东。随后几周俄军继续推进，在8月16日抵达村中心，并于同月27日完全控制该村，战争研究所随后证实了这一进展。

## 人口統計
根據 2001年烏克蘭人口普查，村民人口為1293人，他們的母語分配如下：
- 乌克兰语：93.9%
- 俄语：6.0%
- 其他：0.1%